# Грахамия
Грахамия (лат. Grahamia) — монотипный род суккулентных растений семейства Анакампсеровые (Anacampserotaceae), произрастающий на территории Аргентины. На 2023, год включает один вид — Grahamia bracteata.

## Название
Родовое латинское название Grahamia, вероятно, было дано в честь Марии Грэм (1785–1842) — британской путешественницы и коллекционера растений, проживающей в Чили. Некоторые источники также связывают это название с шотландским ботаником Робертом Грэмом (1786–1845).

## Ботаническое описание[5]
Grahamia bracteata — голый, разветвленный кустарник высотой от 30 до 80 см. Ветви расходятся и при соприкосновении с землей укореняются. Листья поочередные, субцилиндрически-продолговатые, тупые, мясистые, с волосками в пазухах.
Цветки одиночные, расположены на коротких верхушечных ветвях. Прицветники пленчатые, одножильные, верхушечные. Чашечка расплывчатая, состоит из продолговато-ланцетных чашелистиков с пленчатой структурой. Чашелистики имеют остроконечную, вогнутую форму. Цветки имеют 5 обратнояйцевидных, тупых лепестков белого цвета с кремово-розовым оттенком у основания. Тычинок около 40, они нитевидные и однодольные у основания. Пестик заканчивается рыльцем, разделенным на 4-5 ответвлений. Капсула кустарника одногнездная с 5 створками, которая вскрывается. Семена многочисленные, сжатые, обладают широкопленчато-крылатой структурой.

## Таксономия
Grahamia Gillies ex Hook. & Arn., первое упоминание в Bot. Misc. 3: 331 (1833).

### Синонимы
Гетеротипные (основанные на разных номенклатурных типах):
- Xeranthus Miers (1826), nom. nud.

### Виды
По данным сайта Plants of the World Online на 2023 год, род включает один подтвержденный вид:
- Grahamia bracteata Gillies ex Hook. & Arn.

Синонимы (вида)
Гетеротипные (основанные на разных номенклатурных типах):
- Xeranthus salicosus Miers (1826), nom. nud.